# Неотропічний канюк
Неотропічний канюк (Leucopternis) — рід яструбоподібних птахів родини яструбових (Accipitridae). Представники цього роду мешкають в Центральній і Південній Америці.

## Види
Виділяють три види:
- Канюк чорноголовий (Leucopternis semiplumbeus)
- Канюк жовтодзьобий (Leucopternis melanops)
- Канюк білобровий (Leucopternis kuhli)

За результатами низки молекулярно-філогенетичних досліджень, які показали поліфілітичність роду Leucopternis, низку видів, яких раніше відносили до цього роду, було переведено до родів Buteogallus, Cryptoleucopteryx, Morphnarchus і Pseudastur.

## Етимологія
Наукова назва роду Leucopternis походить від сполучення слів дав.-гр. λευκος — білий і πτερνις — яструб.